# Alexei Nikolajewitsch Parschin

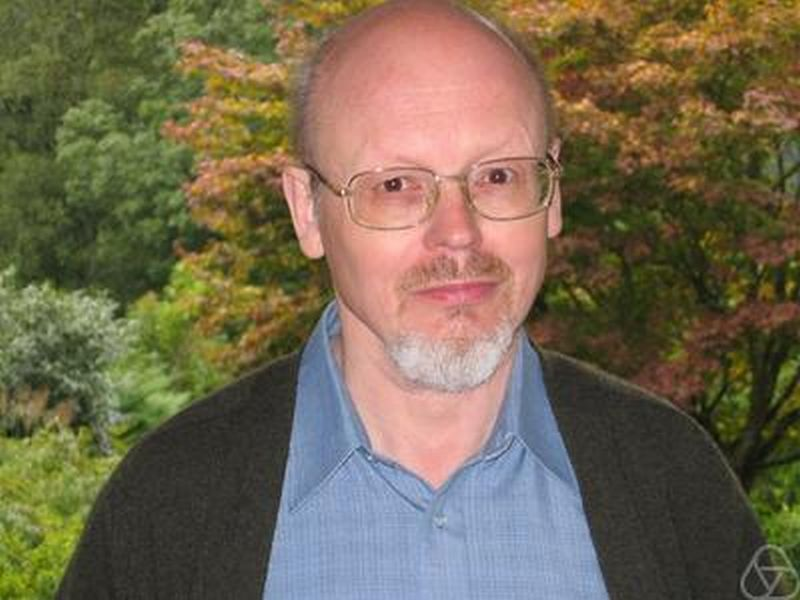
Alexei Parschin, 2005

Alexei Nikolajewitsch Parschin (russisch Алексей Николаевич Паршин; meist mit A. N. Parshin transkribiert; * 7. November 1942 in Swerdlowsk; † 18. Juni 2022) war ein russischer Mathematiker, der sich mit Zahlentheorie und algebraischer Geometrie beschäftigte.

## Leben und Werk
Parschin studierte ab 1959 an der Fakultät für Mathematik und Mechanik (Mekh-Mat) der Lomonossow-Universität. 1968 wurde er am Steklow-Institut bei Igor Schafarewitsch promoviert (Algebraische Kurven über Funktionenkörpern). Seine Habilitation (russischer Doktortitel) erfolgte 1983. Zuletzt war er Professor am Steklow-Institut in Moskau, wo er ab 1995 die Abteilung Algebra leitete und ab 1968 forschte, und an der Lomonossow-Universität.
1995 war er Gastwissenschaftler an der Universität Göttingen, 1989 am Max-Planck-Institut für Mathematik in Bonn, 1974 am IHES bei Paris, 1977/78 am Tata Institute of Fundamental Research und in den 1990er Jahren mehrfach Gastprofessor in Paris (Universität Paris XIII und VII).
Parschin zeigte 1968, dass eine Endlichkeitsvermutung von Igor Schafarewitsch (die er auf dem ICM 1962 aufgestellt hatte) die Mordell-Vermutung zur Folge hat. Mordells Vermutung wurde schließlich durch Gerd Faltings 1983 über den Beweis der Schafarewitsch-Vermutung bewiesen. Schafarewitschs Vermutung besagt, dass es nur endlich viele algebraische Kurven über einem algebraischen Zahlkörper für festes Geschlecht g größer 1 (und g=1 mit einem rationalen Punkt auf der Kurve) und eine gegebene Menge von Stellen schlechter Reduktion gibt. Schafarewitsch bewies den Fall g=1. Parschin bewies 1968 die Schafarewitsch-Vermutung für den Fall von Funktionenkörpern (mit einer technischen Annahme, die von Arakelow bewiesen wurde) und bewies darin gleichzeitig (nochmals) die Mordell-Vermutung im Funktionenkörperfall (ohne Verwendung der Schafarewitsch-Vermutung). Parschin trug darüber auf dem Internationalen Mathematikerkongress (ICM) 1970 in Nizza vor.
Er beschäftigte sich auch mit Verallgemeinerungen der zahlentheoretischen Klassenkörpertheorie in höheren Dimensionen (n-dimensionale lokale Körper mit Anwendungen in der Zahlentheorie, höherdimensionalen Adelen einschließlich zugehöriger harmonischer Analysis und Poisson-Summationsformeln), Darstellungstheorie der diskreten Heisenberg-Gruppe, mit integrablen Systemen und mit Mathematikgeschichte.
Die Parschin-Kette in der Zahlentheorie als höherdimensionale Verallgemeinerung der Stelle in algebraischen Zahlkörpern ist nach ihm benannt. Er führte sie 1978 ein, um ein Analogon von Idel-Klassengruppen in zweidimensionalen Schemen zu erhalten. Die Parschin-Kette der Dimension s auf einem Schema ist eine endliche Folge von Punkten {\displaystyle p_{0},p_{1},\cdots ,p_{s}}, wobei {\displaystyle p_{i}} die Dimension {\displaystyle i} hat und jeder Punkt im Abschluss des nächsten Punkts der Kette enthalten ist.
Die Parschin-Vermutung (manchmal auch zusätzlich nach Alexander Beilinson benannt) besagt die rationale Trivialität der K-Theorie (Verschwinden der rationalen höheren K-Gruppen {\displaystyle K_{i}(X)\otimes \mathbb {Q} =0,\ \,i>0.}) für glatte projektive algebraische Varietäten {\displaystyle X} über endlichen Körpern. Sie ist für endliche Körper (Dimension von X gleich Null) und Kurven (Dimension 1, Günter Harder 1977) bewiesen.
Jeweils ab 2000 war er korrespondierendes, 2011 ordentliches Mitglied der Russischen Akademie der Wissenschaften sowie 2001 Ehrendoktor der Universität Paris-Nord (Paris XIII). Für den ICM 2010 wurde er zu einem Plenarvortrag eingeladen (Representations of higher adelic groups and arithmetic). 1970 war er Invited Speaker auf dem Internationalen Mathematikerkongress in Nizza (Quelques conjectures de finitude en geometrie diophantienne). 1971 erhielt er den Preis der Moskauer Mathematischen Gesellschaft und 1996 einen Humboldt-Forschungspreis. 2012 erhielt er die Tschebyschow-Goldmedaille der Russischen Akademie der Wissenschaften und 2004 deren Winogradow-Preis. 2017 wurde Parschin in die Academia Europaea gewählt.

## Schriften
- Parshin: Algebraic curves over function fields. I, Math. USSR-Izvestija, Band 2, Nr. 5, 1968, S. 1145–1170
- Parshin: On the arithmetic of two-dimensional schemes. I. Distributions and residues, Math. USSR-Izvestija, Band 10, Nr. 4, 1976, S. 695–729
- Parshin: Quelques conjectures de finitude en géométrie diophantienne, Actes du Congrès International des Mathématiciens (Nice, 1970), Band 1, Gauthier-Villars, Paris, 1971, S. 467–471
- Parshin: Chern classes, adeles and L-functions, J. Reine Angew. Math., Band 341, 1983, S. 174–192
- Parshin: Local class field theory, Proc. Steklov Inst. Math., Band 165, 1985, S. 157–185
- mit Schafarewitsch: The arithmetic of algebraic varieties. In: Proc. Steklov Institute Math., 1986, Nr. 3.
- mit Yuri Zarhin: Finiteness problems in algebraic geometry. In: Eight papers translated from the Russian. American Mathematical Society Translations Ser.2, Band 143, 1989, S. 35–102, überarbeitete Fassung des ursprünglich als Anhang in der russischen Ausgabe von Serge Lang Fundamentals of Diophantine Geometry veröffentlichten Aufsatzes, arxiv:0912.4325
- Parshin: Finiteness theorems and hyperbolic manifolds, in: The Grothendieck Festschrift. A collection of articles written in honor of the 60th birthday of Alexander Grothendieck, Band 3, Progress in Mathematics 88, Birkhäuser, 1990, S. 163–178
- Parshin: On the application of ramified coverings in the theory of Diophantine equations, Math. USSR-Sbornik, Band 66, Nr. 1, 1990, S. 249–264
- Integrable systems and local fields, Comm. Algebra, Band 29, Nr. 9, 2001, Special issue dedicated to Alexei Ivanovich Kostrikin, S. 4157–4181
- A. N. Parshin: Der Weg. Mathematik und andere Welten Moskau 2002. (russisch)
- Parshin: Numbers as functions. The development of an idea in the Moscow school of algebraic geometry. In: Bolibruch, Osipov, Sinai (Hrsg.): Mathematical Events of the Twentieth Century. Springer 2006, S. 297–330, arxiv:0912.3785
- mit D. V. Osipov: Harmonic analysis on local fields and adelic spaces. I, Izv. Math., Band 72, Heft 5, 2008, S. 915–976
- Parshin: Mathematik in Moskau – es war eine große Epoche (PDF; 339 kB) In: Mitteilungen DMV, Band 18, 2010, S. 43–48
- Parshin: On holomorphic representations of discrete Heisenberg groups, Funct. Anal. Appl., Band 44, 2010, S. 156–159
- Parshin: Representations of higher adelic groups and arithmetic, Proceedings of the International Congress of Mathematicians (Hyderabad, India, 19.–27. August 2010), Band 1: Plenary lectures and ceremonies, World Scientific, 2010, S. 362–392
- Parshin: Questions and Remarks to the Langlands program, Russian Math. Surveys, Band 67, 2012, S. 509–539, Arxiv

Mit Schafarewitsch gab er mehrere Bände in der Reihe Algebraic Geometry und Number Theory der Encyclopedia of mathematical sciences im Springer Verlag heraus.